# Кузнецов, Олег Иванович (футболист)
Оле́г Ива́нович Кузнецо́в (1 июня 1960, Ленинград, СССР) — советский и российский футболист, вратарь.

## Карьера
Воспитанник ленинградской футбольной школы СДЮШОР «Смена». В детстве с братом-близнецом Сергеем занимались хоровым пением в Хоровом училище имени Глинки, периодически пропуская при этом занятия ради футбола во дворе. В один из таких дней, оказавшись случайно на стадионе «Турбостроитель», братья привлекли внимание детского тренера Геннадия Фёдоровича Ермакова, который предложил им заниматься футболом. Так началась карьера в футбольной команде Красногвардейского района. Позже, выступая за детскую команду «Арсенал», Олег вместе с братом получили приглашение в СДЮШОР «Смена». Главным футбольным учителем для Олега стал детский тренер Владимир Павлович Савин (заслуженный тренер России, специалист по подготовке вратарей).
В 1978 году Олег уже выступал в основном составе за «Зенит», провел 3 игры в высшей лиге. В том же 1978 отыграл 1 матч в «Динамо» (Ленинград). В 1979 снова был в составе «Зенита», но в основе не выходил.
В 1980 году перешёл в команду «Амур» (Благовещенск), но уже через год снова играл в ленинградском «Динамо». Защищал ворота этого клуба до 1984 года, когда перешёл в команду «Геолог». В тюменской команде провел 2 сезона. Вместе с ним клуб дважды становился в 4-й зоне 2-й лиги, однако уступал соперникам в переходных играх за право играть в 1-й лиге.
В 1986 играл за «Мелиоратор» (Чимкент), с которым также занял 1-е место в 8-й зоне. Однако к переходным играм уже покинул команду, которая в итоге выступила в них неудачно, уступив первенство прошлой команде Олега — «Геологу».
В 1987 году провел полный сезон в таллинском «Спорт». Отыграл 33 матча и помог команде занять 9-е место в 5-й зоне 2-й лиги.
В 1988 году вернулся в «Зенит», но в основном составе так и не выходил. В 1990 непродолжительное время играл за клуб «Кировец».
В 1991 году, защищая ворота казанского «Рубина», из 34 матчей сезона не пропустил ни одного гола в 30 матчах. В 1993 году вернулся в родной город, где защищал три года ворота футбольного клуба «Смена-Сатурн». В этой команде закончил профессиональную карьеру в 1995 году.
Брат-близнец Сергей также был футболистом. Выступал в «Зените», в составе которого стал чемпионом СССР в 1984 году.